# Hydractinia epiconcha
Hydractinia epiconcha is een hydroïdpoliep uit de familie Hydractiniidae. De poliep komt uit het geslacht Hydractinia. Hydractinia epiconcha werd in 1908 voor het eerst wetenschappelijk beschreven door Stechow. 